# 1819
| [ Edytuj tabelę ]              | |
| Król Polski (tytularny)        | - 1815 Aleksander I Romanow 1825 |
| Emir Afganistanu               | - 1818 Ali Szah Durrani 1819 - 1819 Ajub Szah Durrani 1823 - 1818 Al-Rajuo Ballaha 1842                                                       |
| Współksiążęta Andory           | - 1817 Bernat Francés y Caballero 1824 - 1815 Ludwik XVIII 1824                                                                               |
| Prezydent Argentyny            | - 1816 Juan Martín de Pueyrredón y O’Dogan 1819 - 1819 José Casimiro Rondeau 1820                                                             |
| Cesarz Austrii                 | - 1804 Franciszek II Habsburg 1835 |
| Król Bawarii                   | - 1805 Maksymilian I Józef 1825 |
| Sułtan Brunei                  | - 1807 Muhammad Kanzul Alam 1829 |
| Cesarz Chin                    | - 1796 Jiaqing 1820 |
| Król Czech                     | - 1792 Franciszek II Habsburg 1835 |
| Król Danii                     | - 1808 Fryderyk VI 1839 |
| Dalajlama                      | - 1816 Cultrim Gjaco 1837 |
| Władca Egiptu                  | - 1805 Muhammad Ali 1848 |
| Premier Francji                | - 1818 Jean-Joseph Dessolles 1819 - 1819 Élie de Decazes 1820                                                                                 |
| Król Francji                   | - 1815 Ludwik XVIII 1824 |
| Prezydent Haiti                | - 1818 Jean-Pierre Boyer 1843 |
| Król Haiti                     | - 1811 Henryk I 1820 |
| Król Hawajów                   | - 1810 Kamehameha I 1819 - 1819 Kamehameha II 1824                                                                                            |
| Król Hiszpanii                 | - 1813 Ferdynand VII 1833 |
| Król Holandii                  | - 1815 Wilhelm I 1840 |
| Szach Iranu                    | - 1797 Fath Ali Szah 1834 |
| Państwo Wielkich Mogołów       | - 1806 Akbar Szah II 1837 |
| Król Irlandii                  | - 1760 Jerzy III Hanowerski 1820 |
| Cesarz Japonii                 | - 1817 Ninkō 1846 |
| Kalif                          | - 1808 Mahmud II 1839 |
| Prezydent Kolumbii             | - 1819 Simón Bolívar 1819 - 1819 Francisco de Paula Santander 1823                                                                            |
| Patriarcha Konstantynopola     | - 1818 Grzegorz V 1821 |
| Władca Korei                   | - 1800 Sunjo 1834 |
| Emir Kuwejtu                   | - 1814 Dżabir I 1859 |
| Książę Liechtensteinu          | - 1805 Jan I 1836 |
| Wielki książę Luksemburga      | - 1815 Wilhelm I 1840 |
| Sułtan Maroka                  | - 1792 Maulaj Sulajman 1822 |
| Książę Monako                  | - 1814 Honoriusz IV 1819 - 1819 Honoriusz V 1841                                                                                              |
| Król Nawarry                   | - 1814 Ludwik XVIII 1824 |
| Król Nepalu                    | - 1816 Rajendra 1847 |
| Premier Nepalu                 | - 1806 Bhimsen Thapa 1837 |
| Król Norwegii                  | - 1818 Karol III Jan 1844 |
| Sułtan Omanu                   | - 1807 Sa’id ibn Sultan 1856 |
| Papież                         | - 1800 Pius VII 1823 |
| Konsul Paragwaju               | - 1814 José Gaspar Rodríguez de Francia 1840                                                                                                  |
| Książę Parmy i Piacenzy        | - 1814 Maria Ludwika 1847 |
| Król Portugalii                | - 1816 Jan VI 1826 |
| Król Prus                      | - 1797 Fryderyk Wilhelm III 1840 |
| Car Rosji                      | - 1801 Aleksander I 1825 |
| Król Saksonii                  | - 1806 Fryderyk August I 1827 |
| Kapitanowie Regenci San Marino | - 1818 Mariano Begni Giovanni Malpeli 1819 - 1819 Giuseppe Mercuri Andrea Albertini 1819 - 1819 Francesco Maria Belluzzi Filippo Filippi 1820 |
| Książę Serbii                  | - 1815 Miłosz I Obrenowić 1839 |
| Król Sardynii                  | - 1802 Wiktor Emanuel I 1821 |
| Król Szwecji                   | - 1818 Karol XIV Jan 1844 |
| Król Tajlandii                 | - 1809 Buddha Loetla Nabhalai 1824 |
| Sułtan Turków                  | - 1808 Mahmud II 1839 |
| Prezydent USA                  | - 1817 James Monroe 1825 |
| Król Węgier                    | - 1792 Franciszek 1835 |
| Monarcha Wielkiej Brytanii     | - 1760 Jerzy III 1820 |
| Premier Wielkiej Brytanii      | - 1812 Robert Jenkinson 1827 |
| Cesarz Wietnamu                | - 1802 Gia Long 1820 |
| Prezydent Wielkiej Kolumbii    | - 1819 Simón Bolívar 1830 |

Rok 1819 / MDCCCXIX
stulecia: XVIII wiek ~
XIX wiek ~
XX wiek

dziesięciolecia:
1780–1789 •
1790–1799 •
1800–1809 •
1810–1819
• 1820–1829
• 1830–1839
• 1840–1849

lata: 1809 «
1814 «
1815 «
1816 «
1817 «
1818 «
1819
» 1820
» 1821
» 1822
» 1823
» 1824
» 1829

## Wydarzenia w Polsce
- 17 kwietnia – prymas Franciszek Skarbek-Malczewski podpisał dekret kasacyjny dla 25 klasztorów męskich i 4 żeńskich.
- 3 maja – Walerian Łukasiński utworzył w Warszawie Wolnomularstwo Narodowe.
- 21 maja – namiestnik Królestwa Polskiego, Józef Zajączek, wydał dekret wprowadzający cenzurę.
- 27 maja – ostatni z wielkich pożarów Gniezna. Przy odbudowie Starego Miasta nadano mu nowy kształt urbanistyczny, wytyczono m.in. obecną ul. Bolesława Chrobrego.
- 15 czerwca – namiestnik Królestwa Polskiego Józef Zajączek zniósł wolność prasy i wprowadził cenzurę prewencyjną.
- Toruń: założono Park Miejski, najstarszy park publiczny w Polsce[1].

## Wydarzenia na świecie
- 17 stycznia – Simón Bolívar proklamował Republikę Kolumbii.
- 6 lutego – Brytyjczycy założyli pierwszą osadę handlową w Singapurze.
- 19 lutego – William Smith odkrył Szetlandy Południowe, największą wyspę archipelagu nazwał Wyspą Króla Jerzego.
- 22 lutego – został zawarty traktat florydzki między Stanami Zjednoczonymi a Hiszpanią.
- 27 marca – w Neapolu odbyła się premiera opery Hermiona Gioacchino Rossiniego.
- 2 kwietnia – wojna o niepodległość Wenezueli: zwycięstwo powstańców nad rojalistami w bitwie pod Las Queseras del Medio.
- 10 kwietnia – Giovanni Ferretti (późniejszy papież Pius IX) otrzymał święcenia kapłańskie.
- 24 kwietnia – w Wenecji odbyła się premiera opery Edward i Krystyna Gioacchino Rossiniego.
- 12 czerwca – została odkryta kometa 7P/Pons-Winnecke.
- 20 czerwca – amerykański SS „Savannah” przypłynął do Liverpoolu kończąc jako pierwszy parowiec rejs transatlantycki.
- 24 czerwca – Brytyjczycy James Foster i John Urpeth Rastrick zbudowali lokomotywę parową dla pierwszej na kontynencie amerykańskim linii kolejowej (Delaware & Hudson Railroad).
- 7 lipca – Bogumin: uchwalono protokół bogumiński, akt prawny w sprawie kompleksowej regulacji rzeki Odry.
- 7 sierpnia – Simón Bolívar zwyciężył wojska hiszpańskie w bitwie nad rzeką Boyacá(inne języki) w Kolumbii.
- 16 sierpnia – w Manchesterze kawaleria dokonała masakry demonstrantów; zginęło 11 osób, a 400 zostało rannych.
- 19 listopada – w Madrycie otwarto Muzeum Prado.
- 14 grudnia – USA: Alabama jako 22 stan dołączyła do Unii.
- 17 grudnia – z połączenia terenów dzisiejszych Kolumbii i Wenezueli powstała Wielka Kolumbia.
- miała miejsce bitwa nad rzeką Mhlatuze

## Urodzili się
- 3 stycznia – Franciszka Schervier, niemiecka zakonnica, założycielka Sióstr Ubogich św. Franciszka (zm. 1876)
- 11 stycznia – Franciszek Ksawery Seelos, niemiecki redemptorysta, błogosławiony katolicki (zm. 1867)
- 8 lutego – John Ruskin, brytyjski pisarz (zm. 1900)
- 25 lutego – Piotr Friedhofen, niemiecki zakonnik, założyciel Zgromadzenia Braci Miłosierdzia Maryi Wspomożycielki, błogosławiony katolicki (zm. 1860)
- 26 lutego – Emilian Deryng, polski aktor, prozaik, dramaturg, pedagog (zm. 1895)
- 4 marca – Narcyza Żmichowska, powieściopisarka i poetka, uważana za jedną z prekursorek feminizmu w Polsce (zm. 1876)
- 16 kwietnia – Agnieszka Baranowska, polska pisarka (zm. 1890)
- 19 kwietnia – Jerzy Iwaszkiewicz, polski duchowny katolicki, biskup pomocniczy mohylewski (zm. 1876)
- 23 kwietnia – Edward Stafford, nowozelandzki polityk, premier Nowej Zelandii (zm. 1901)
- 5 maja
  - Anna Maria Barrera Ravell, hiszpańska zakonnica (zm. 1893)
  - Stanisław Moniuszko, polski kompozytor (zm. 1872)
- 16 maja – Johann Voldemar Jannsen, estoński poeta, dziennikarz i wydawca, czołowa postać estońskiego „Przebudzenia narodowego” (zm. 1890)
- 24 maja – Wiktoria, królowa brytyjska (zm. 1901)
- 31 maja – Walt Whitman, amerykański poeta, uważany za jednego z prekursorów współczesnej literatury amerykańskiej (zm. 1892)
- 2 czerwca – Alojzy Alth, polski geolog, paleontolog, prawnik, profesor Uniwersytetu Jagiellońskiego (zm. 1886)
- 10 czerwca – Gustave Courbet, francuski malarz (zm. 1877)
- 20 czerwca – Jacques Offenbach, francuski kompozytor (zm. 1880)
- 1 sierpnia – Herman Melville, amerykański pisarz (zm. 1891)
- 9 sierpnia – Jonathan Homer Lane, amerykański astrofizyk (zm. 1880)
- 13 sierpnia – George Gabriel Stokes, irlandzki matematyk i fizyk (zm. 1903)
- 25 sierpnia – Allan Pinkerton, amerykański detektyw, założyciel pierwszej agencji detektywistycznej na świecie (zm. 1884)
- 7 września – Thomas Hendricks, amerykański polityk, wiceprezydent USA (zm. 1885)
- 8 września – Fontes Pereira de Melo, portugalski polityk (zm. 1887)
- 25 września – Józef Dydyński, polski prekursor archeologii, pisarz, kapłan (zm. 1897)
- 1 grudnia – Philipp Krementz, niemiecki duchowny katolicki, biskup warmiński, arcybiskup metropolita Kolonii, kardynał (zm. 1899)
- 30 grudnia – Theodor Fontane, niemiecki pisarz, dziennikarz, krytyk oraz farmaceuta (zm. 1898)
- data dzienna nieznana: 
  - Barbara Ch’oe Yŏng-i, koreańska męczennica, święta katolicka (zm. 1840)
  - Aarifi Pasza, turecki polityk, Wielki Wezyr (zm. 1895)
  - Maria Wŏn Kwi-im, koreańska męczennica, święta katolicka (zm. 1839)
  - Maria Yi In-dŏk, koreańska męczennica, święta katolicka (zm. 1840)
  - Ludwik Zieleniewski, konstruktor i wynalazca, przemysłowiec (zm. 1885)

## Zmarli
- 13 marca – Ksawery Szymon Działyński, syn Anny z Radomickich, po mężu Działyńskiej, właściciel Konarzewa pod Poznaniem. Na znak żałoby we wszystkich kościołach na terenie dóbr konarzewskich, kórnickich, a także poznańskich biły dzwony, a ich głos rozlegał się aż do 17 marca, czyli do momentu złożenia zwłok do marmurowego sarkofagu (ur. 1756)
- 28 kwietnia – Aleksandr Baranow, rosyjski kupiec, jeden z organizatorów kolonizacji Alaski (ur. 1746)
- 18 lipca – Barthélemy Faujas de Saint-Fond, francuski geolog i wulkanolog (ur. 1741)
- 25 sierpnia – James Watt, szkocki matematyk i wynalazca (ur. 1736)
- data dzienna nieznana: 
  - Franciszek Ksawery Branicki, hetman wielki koronny, jeden z przywódców konfederacji targowickiej (ur. ok. 1730)

## Święta ruchome
- Tłusty czwartek: 18 lutego
- Ostatki: 23 lutego
- Popielec: 24 lutego
- Niedziela Palmowa: 4 kwietnia
- Wielki Czwartek: 8 kwietnia
- Wielki Piątek: 9 kwietnia
- Wielka Sobota: 10 kwietnia
- Wielkanoc: 11 kwietnia
- Poniedziałek Wielkanocny: 12 kwietnia
- Wniebowstąpienie Pańskie: 20 maja
- Zesłanie Ducha Świętego: 30 maja
- Boże Ciało: 10 czerwca